# كدمة قصيعات (تبن)

تعديل مصدري - تعديل

كدمة قصيعات هي إحدى قرى عزلة الحوطة بمديرية تبن التابعة لمحافظة لحج، بلغ تعداد سكانها 83 نسمة حسب تعداد اليمن لعام 2004.